# Michaëlla Krajicek
Michaëlla Krajicek (Delft, 9 de Janeiro de 1989) é uma tenista profissional holandesa. Seu melhor ranking de simples de N. 30, em duplas de N. 34. É irmã do ex-tenista Richard Krajicek.

## WTA finais

### Simples: 3 (3–0)
| Legenda: Antes 2009     | Legenda: Depois de 2009 |
| ----------------------- | ----------------------- |
| Grand Slam (0/0)        |                         |
| Olimpíadas (0/0)        |                         |
| WTA Championships (0/0) |                         |
| Tier I (0/0)            | Premier Mandatory (0/0) |
| Tier II (0/0)           | Premier 5 (0/0)         |
| Tier III (1/0)          | Premier (0/0)           |
| Tier IV & V (2/0)       | International (0/0)     |

| Posição | N. | Data            | Campeonato                | Piso  | Oponente           | Placar        |
| ------- | -- | --------------- | ------------------------- | ----- | ------------------ | ------------- |
| Campeã  | 1. | 9 Outubro 2005  | Tashkent, Uzbequistão     | Duro  | Akgul Amanmuradova | 6–0, 4–6, 6–3 |
| Campeã  | 2. | 13 Janeiro 2006 | Hobart, Austrália         | Duro  | Iveta Benešová     | 6–2, 6–1      |
| Campeã  | 3. | 24 Junho 2006   | 's-Hertogenbosch, Holanda | Grama | Dinara Safina      | 6–3, 6–4      |

### Duplas: 16 (5–11)
| Legend: Antes 2009    | Legend: Depois de 2009 |
| --------------------- | ---------------------- |
| Grand Slam (0)        |                        |
| Olimpíadas (0)        |                        |
| WTA Championships (0) |                        |
| Tier I (0)            | Premier Mandatory (0)  |
| Tier II (0/1)         | Premier 5 (0)          |
| Tier III (1/1)        | Premier (0/1)          |
| Tier IV & V (2/2)     | International (2/6)    |
| WTA 125 series (1–0)  |                        |

| Posição | N.  | Data              | Campeonato                                      | Piso     | Parceira            | Oponens                                   | Placar                |
| ------- | --- | ----------------- | ----------------------------------------------- | -------- | ------------------- | ----------------------------------------- | --------------------- |
| Vice    | 1.  | 30 Abril 2005     | Estoril, Portugal                               | Saibro   | Henrieta Nagyová    | Li Ting Sun Tiantian                      | 6–3, 6–1              |
| Vice    | 2.  | 30 Outubro 2005   | Hasselt, Bélgica                                | Duro(i)  | Ágnes Szávay        | Émilie Loit Katarina Srebotnik            | 6–3, 6–4              |
| Vice    | 3.  | 19 Fevereiro 2006 | Antuérpia, Bélgica                              | Duro (i) | Stéphanie Foretz    | Dinara Safina Katarina Srebotnik          | 6–1, 6–1              |
| Campeã  | 1.  | 22 Julho 2006     | Palermo, Itália                                 | Saibro   | Janette Husárová    | Alice Canepa Giulia Gabba                 | 6–0, 6–0              |
| Campeã  | 2.  | 30 Julho 2006     | Budapest, Hungria                               | Saibro   | Janette Husárová    | Lucie Hradecká Renata Voráčová            | 4–6, 6–4, 6–4         |
| Vice    | 4.  | 3 Maio 2008       | Praga, Rep. Tcheca                              | Saibro   | Jill Craybas        | Andrea Hlaváčková Lucie Hradecká          | 1–6, 6–3, [10–6]      |
| Campeã  | 3.  | 20 Julho 2008     | 's-Hertogenbosch, Holanda                       | Grama    | Marina Erakovic     | Līga Dekmeijere Angelique Kerber          | 6–3, 6–2              |
| Vice    | 5.  | 22 Fevereiro 2009 | Memphis, EUA                                    | Duro (i) | Yuliana Fedak       | Victoria Azarenka Caroline Wozniacki      | 6–1, 7–6(7–2)         |
| Vice    | 6.  | 19 Junho 2009     | 's-Hertogenbosch, Holanda                       | Grama    | Yanina Wickmayer    | Sara Errani Flavia Pennetta               | 6–4, 5–7, [13–11]     |
| Campeã  | 4.  | 21 Fevereiro 2010 | Memphis, EUA                                    | Duro (i) | Vania King          | Bethanie Mattek-Sands Meghann Shaughnessy | 7–5, 6–2              |
| Vice    | 7.  | 18 Abril 2010     | Charleston, EUA                                 | Saibro   | Vania King          | Liezel Huber Nadia Petrova                | 6–3, 6–4              |
| Vice    | 8.  | 30 Abril 2011     | Estoril, Portugal                               | Saibro   | Eleni Daniilidou    | Alisa Kleybanova Galina Voskoboeva        | 6–4, 6–2              |
| Vice    | 9.  | 5 May 2012        | Budapest, Hungria                               | Saibro   | Eva Birnerová       | Janette Husárová Magdaléna Rybáriková     | 6–4, 6–2              |
| Vice    | 10. | 4 Janeiro 2014    | ASB Classic, Auckland, Nova Zelândia            | Duro     | Lucie Hradecká      | Sharon Fichman Maria Sanchez              | 6–2, 0–6, [4–10]      |
| Campeã  | 5.  | 24 Maio 2014      | Nürnberger Versicherungscup, Nürnberg, Alemanha | Saibro   | Karolína Plíšková   | Raluca Olaru Shahar Pe'er                 | 6–0, 4–6, [10–6]      |
| Vice    | 11. | 20 Junho 2014     | Topshelf Open, Rosmalen, Holanda                | Grama    | Kristina Mladenovic | Marina Erakovic Arantxa Parra Santonja    | 6–0, 6–7(5–7), [8–10] |

## WTA 125s

### Duplas (1–0)
| Posição | N. | Data           | Torneio       | Piso | Parceira    | Oponentes             | Placar   |
| ------- | -- | -------------- | ------------- | ---- | ----------- | --------------------- | -------- |
| Campeã  | 1. | 10 Agosto 2013 | Suzhou, China | Duro | Tímea Babos | Han Xinyun Eri Hozumi | 6–2, 6–2 |